# Candi Milo
Candyce Anne Rose Milo (Palm Springs, Califòrnia, 9 de gener de 1961) és una actriu estatunidenca. Ha posat veu a diversos personatges de sèries d'animació, com ara Pig Goat Banana Cricket, Tiny Toon Adventures, SWAT Kats: The Radical Squadron, Dexter's Laboratory (a partir de la temporada 3), Johnny Bravo, Cow and Chicken, ChalkZone, The Adventures of Jimmy Neutron, Boy Genius, ¡Mucha Lucha!, Codename: Kids Next Door, My Life as a Teenage Robot, Loonatics Unleashed, Foster's Home for Imaginary Friends, Maya & Miguel, W.I.T.C.H., The Life and Times of Juniper Lee, The Replacements i The Adventures of Puss in Boots. Ha posat veu als personatges de Looney Tunes de l'Àvia i de la bruixa Hazel des del 2017 i de la Petunia Pig des del 2022.